# هيو جونغ إيون
هيو جونغ إيون هي ممثلة كورية جنوبية ولدت في 14 سبتمبر 2007،قامت بدور البطولة في مسلسل سيدتي الجميلة.

## روابط خارجية
- هيو جونغ إيون على موقع IMDb (الإنجليزية)
- هيو جونغ إيون على موقع قاعدة بيانات الفيلم (الإنجليزية)